# Конецдворье
Конецдворье — деревня в Приморском районе Архангельской области. Входит в состав Островного сельского поселения.

## География
Деревня расположена в дельте Северной Двины на острове Конешный.

## История
На старых планах и лоциях обозначен остров Конешный и деревня Конечная.
В 1769 году крестьяне Конецдворья купили в Архангельске и перевезли к себе в село Михайло-Архангельскую церковь, стоявшую в Кузнечевской слободе.
С 2004 по 2015 год Конецдворье входило в состав Ластольского сельского поселения.
Законом Архангельской области от 28 мая 2015 года № 289-17-ОЗ муниципальные образования «Вознесенское», «Пустошинское» и «Ластольское» были объединены в муниципальное образование «Островное», в состав которого вошло Конецдворье.

## Население
| 2002 | 2010 | 2012 |
| ---- | ---- | ---- |
| 118  | ↘54  | ↗64  |

Численность населения деревни, по данным Всероссийской переписи населения 2010 года, составляла 117 человек.

## Достопримечательности
Основной достопримечательностью Конецдворья является Церковь Николая Чудотворца (Никольская церковь, Свято-Никольский храм) с колокольней и деревянной оградой с воротами, которая была куплена у Соловецкого монастыря, разобрана и перевезена на новое место. В 1711 году произошло её освящение. После октябрьской революции 1917 года и до 2003 года церковь бездействовала. Некоторое время использовалась в качестве складского помещения. В 1960 году она была признана памятником деревянного зодчества всесоюзного значения. Со временем церковь сильно обветшала и находилась в полуразрушенном состоянии, но при содействии Александра Вешнякова была отреставрирована — практически заново отстроена. 10 октября 2004 года состоялось освящение восстановленного храма.

## Транспорт
Связь деревни с основным материком осуществляется при помощи водного транспорта в летний период и ледовой переправы в зимний.

## Известные жители
- Александр Вешняков — государственный и политический деятель, 3-й Председатель Центральной избирательной комиссии Российской Федерации, дипломат[10].